# Spricka

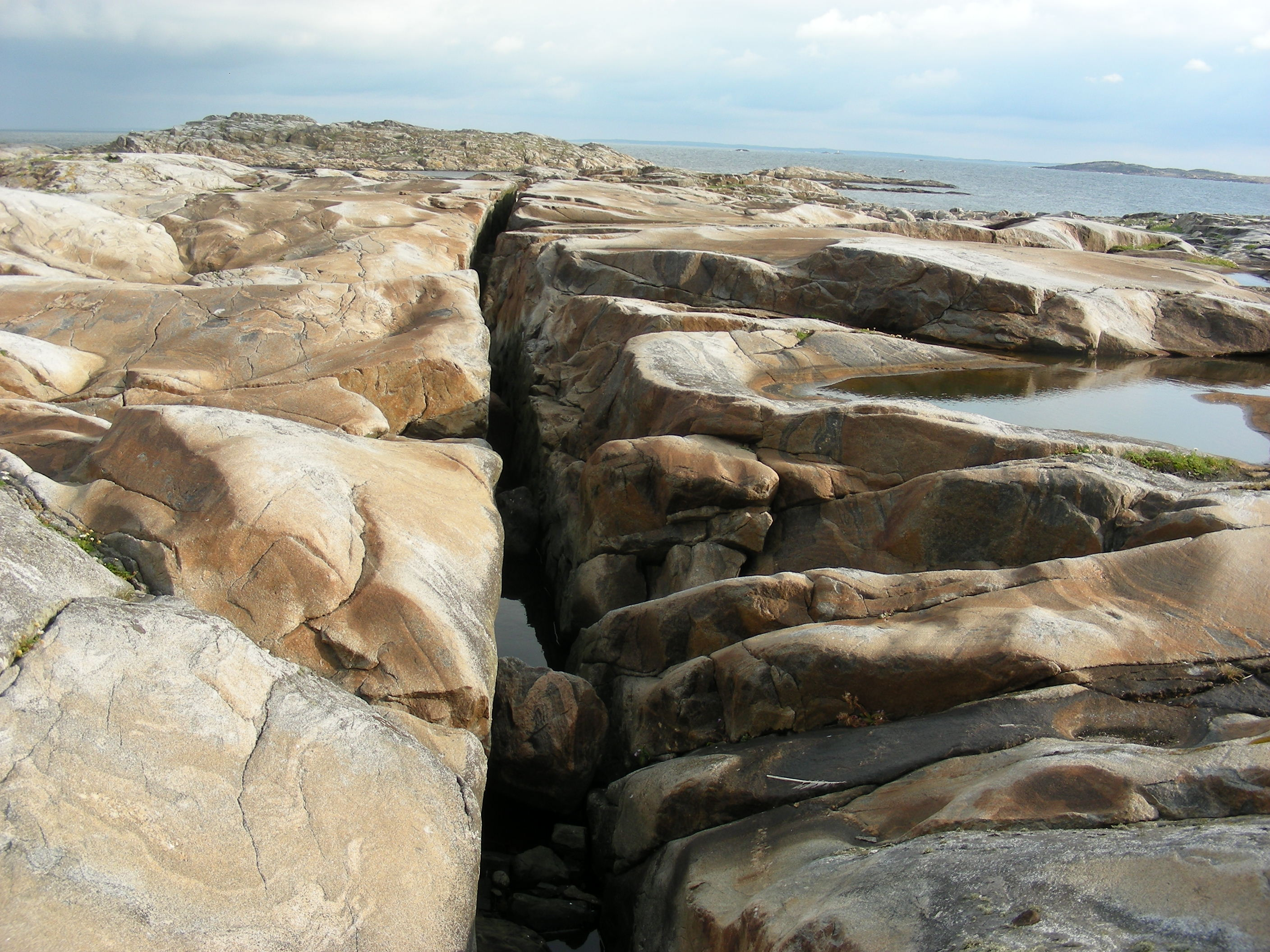

En spricka eller fraktur är separeringen av ett föremål eller material i två eller flera delar under påverkan av belastning. Sprickningen av ett fast ämne uppstår vanligtvis på grund av utvecklingen av vissa förskjutningsdiskontinuitetsytor i det fasta ämnet. Om en förskjutning utvecklas vinkelrätt mot ytan, kallas det en normal dragspricka eller helt enkelt en spricka. Om en förskjutning utvecklas tangentiellt kallas det en skjuvspricka, glidband eller dislokation.
Spröda sprickor uppstår utan någon synbar deformation före sprickan. Duktila frakturer uppstår efter synlig deformation. Brotthållfasthet är spänningen när ett prov går sönder eller spricker. Den detaljerade förståelsen av hur en spricka uppstår och utvecklas i material är föremål för sprickmekaniken. 

## Styrka

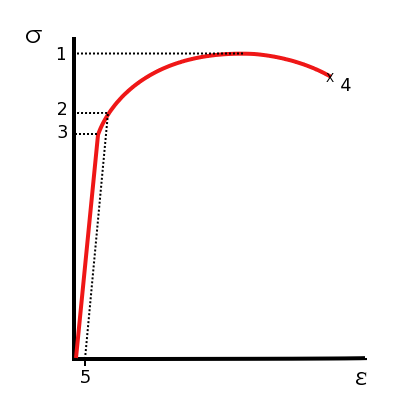
Spänning vs. töjningskurva som är typisk för aluminium 1. Ultimat draghållfasthet 2. Sträckgräns 3. Proportionell spänning 4. Brott 5. Töjning (vanligtvis 0,2 procent).

Brotthållfasthet är den spänning vid vilken ett prov skadas genom brott. Denna bestäms vanligtvis för ett givet prov genom ett dragprov, som kartlägger spännings-töjningskurvan (se bild). Den sista registrerade punkten är brotthållfastheten.
Duktila material har en brotthållfasthet som är lägre än den slutliga draghållfastheten (UTS), medan brotthållfastheten i spröda material är likvärdig med UTS. Om ett segt material når sin slutliga draghållfasthet i en belastningskontrollerad situation, kommer det att fortsätta att deformeras, utan ytterligare belastning, tills det brister. Men om belastningen är förskjutningskontrollerad kan deformationen av materialet avlasta belastningen och förhindra brott.
Statistiken över brott i slumpmässiga material visar en mycket intressant utveckling och noterades ganska tidigt av arkitekter och ingenjörer. Faktum är att fraktur- eller sammanbrottsstudier kan vara de äldsta fysikaliska studierna, som fortfarande är intressanta och relevanta. Leonardo da Vinci observerade för mer än 500 år sedan, att draghållfastheten för nominellt identiska exemplar av järntråd minskar med ökande längd på trådarna. Liknande observationer gjordes av Galileo Galilei för mer än 400 år sedan.

## Typer
Det finns två typer av sprickor: spröda respektive duktila sprickor utan eller med plastisk deformation före brott.

### Spröd

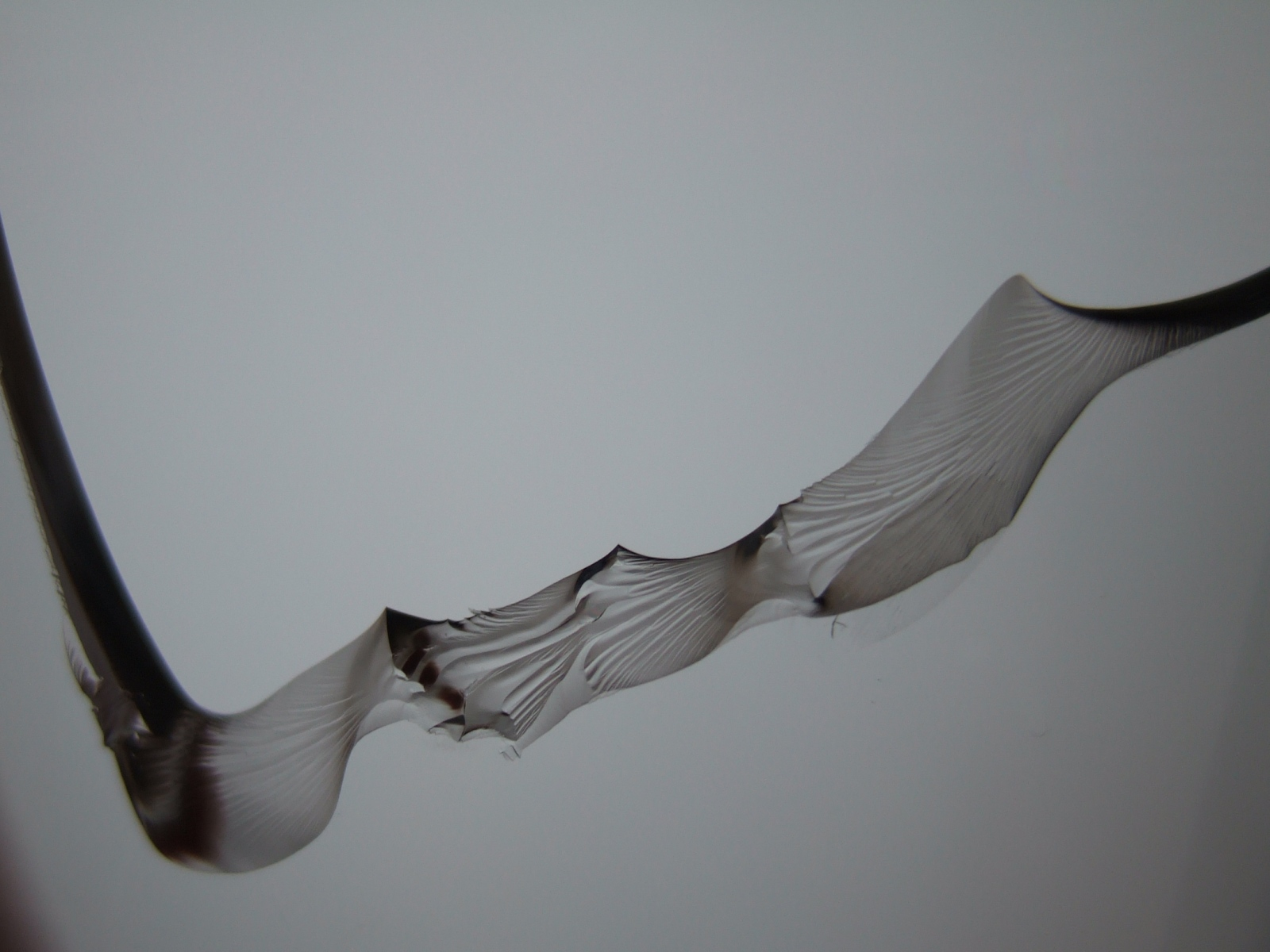
Spröd fraktur i glas

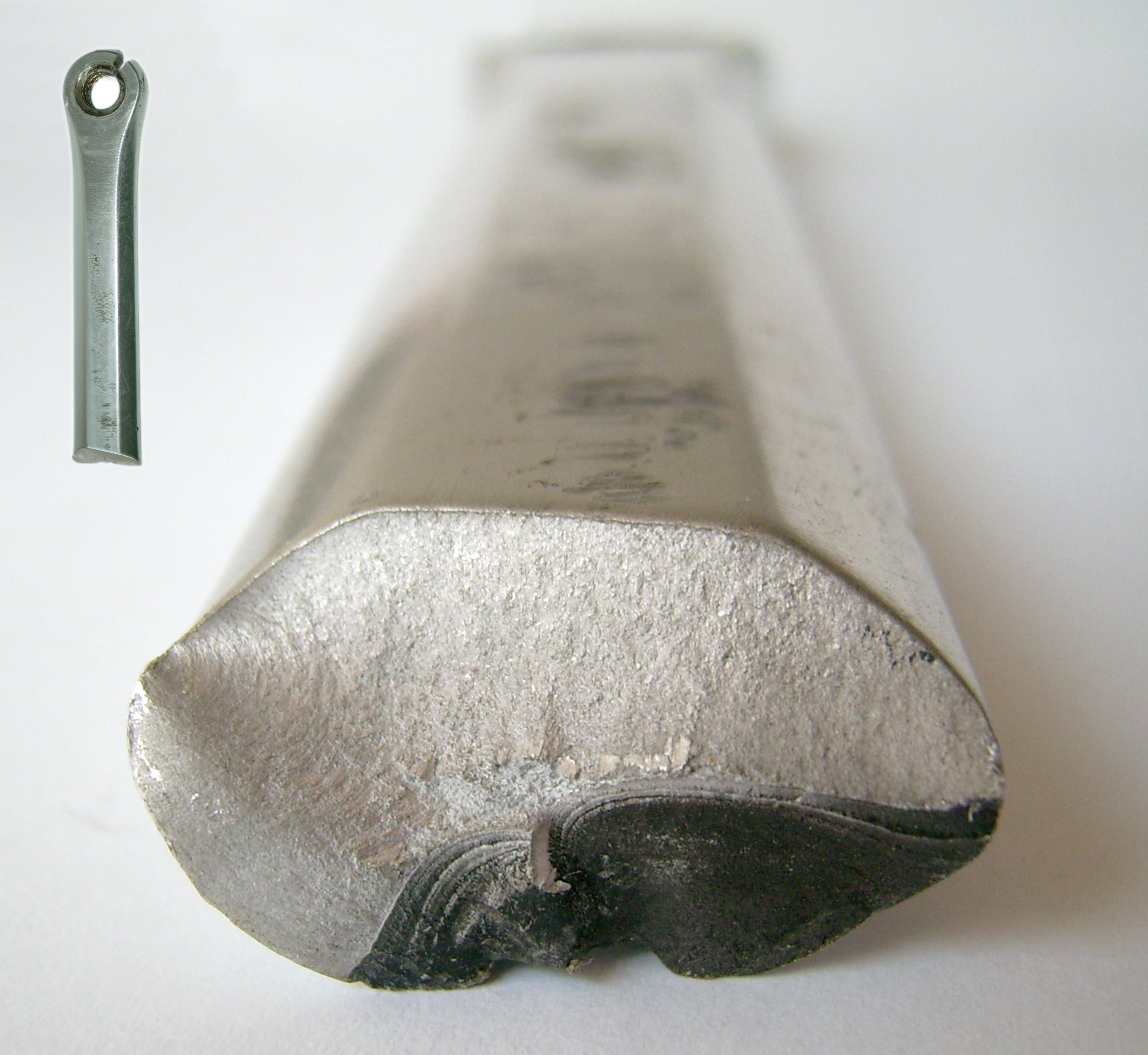
Brott på en vevarm av aluminium på en cykel, där de ljusa områdena visar en spröd fraktur och de mörka områdena visar utmattningsbrott.

Vid spröd fraktur sker ingen uppenbar plastisk deformation före brott. Spröda brott involverar vanligtvis lite energiabsorption och uppstår vid höga hastigheter - upp till 2 135 m/s i stål. I de flesta fall kommer spröd fraktur att fortsätta även när belastningen avbryts.
I spröda kristallina material kan brott uppstå genom klyvning som ett resultat av dragspänning som verkar normalt mot kristallografiska plan med låg bindning (klyvningsplan). I amorfa fasta ämnen, däremot, resulterar avsaknaden av en kristallin struktur i en konkoidal fraktur, med sprickor som fortsätter vinkelrätt mot den applicerade spänningen.
Brotthållfastheten (eller mikrosprickbildningsspänningen) hos ett material uppskattades först teoretiskt av Alan Arnold Griffith 1921:

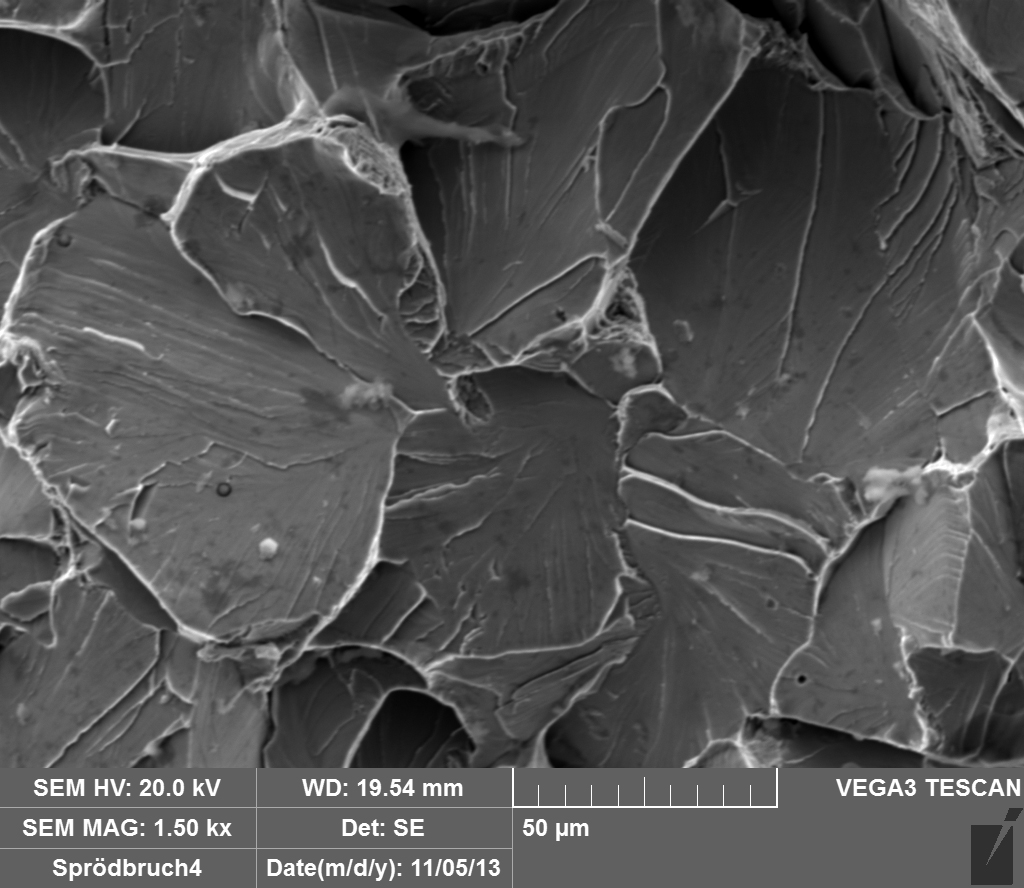
Spröd klyvningsfrakturyta sedd i ett svepelektronmikroskop

{\displaystyle \sigma _{\mathrm {theoretical} }={\sqrt {\frac {E\gamma }{r_{o}}}}}
där: 
{\displaystyle E} är modul av materialet,
{\displaystyle \gamma } är ytenergin, och
{\displaystyle r_{o}} är mikrospricklängden (eller jämviktsavståndet mellan atomcentra i ett kristallint snabbt ämne).
Å andra sidan introducerar en spricka en spänningskoncentration modellerad av Inglis ekvation
{\displaystyle \sigma _{\mathrm {elliptical\ crack} }=\sigma _{\mathrm {applied} }\left(1+2{\sqrt {\frac {a}{\rho }}}\right)=2\sigma _{\mathrm {applied} }{\sqrt {\frac {a}{\rho }}}}
(För skarpa sprickor)
där:
{\displaystyle \sigma _{\mathrm {applied} }} är lastspännningen,
{\displaystyle a} är halva spricklängden, och
{\displaystyle \rho } är krökningsradien vid sprickspetsen.
Tillsammans ger dessa två ekvationer
{\displaystyle \sigma _{\mathrm {fracture} }={\sqrt {\frac {E\gamma \rho }{4ar_{o}}}}.}
Skarpa sprickor (små {\displaystyle \rho }) och stora defekter (stora {\displaystyle a}) sänker båda materialets sprickhållfasthet.
Nyligen har forskare upptäckt supersonisk fraktur, fenomenet sprickutbredning snabbare än ljudets hastighet i ett material. Detta fenomen verifierades nyligen också genom experiment av brott i gummiliknande material.
Grundsekvensen i en typisk spröd fraktur är införande av ett fel antingen före eller efter att materialet tas i bruk, långsam och stabil sprickutbredning under återkommande belastning och plötslig snabb propagering när sprickan når kritisk spricklängd baserat på de förhållanden som definieras av brottmekaniken. Sprödbrott kan undvikas genom kontroll av tre primära faktorer: materialets seghet mot sprickor (Kc), nominell spänningsnivå (σ) och införd felstorlek (a). Vilospänning, temperatur, belastningshastighet och spänningskoncentration bidrar också till sprödbrott genom att påverka de tre primära faktorerna.
Under vissa förhållanden kan duktila material uppvisa sprött beteende. Snabb belastning, låg temperatur och triaxiella spänningsbegränsningsförhållanden kan orsaka att duktila material spricker utan föregående deformation.

### Duktil

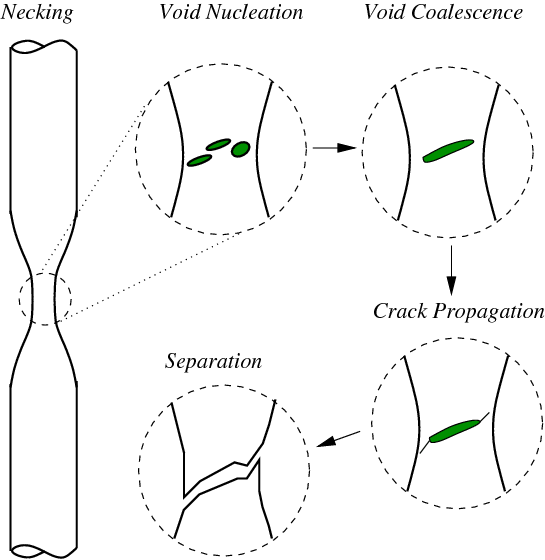
Schematisk representation av stegen i duktil fraktur (i ren spänning)

Vid duktil fraktur sker omfattande plastisk deformation (halsning) före brottet. Termerna "brott" och "duktil bristning" beskriver det slutliga bristningen av duktila belastade material. Den omfattande plasticeten gör att sprickan sprids långsamt på grund av absorptionen av en stor mängd energi före brott.

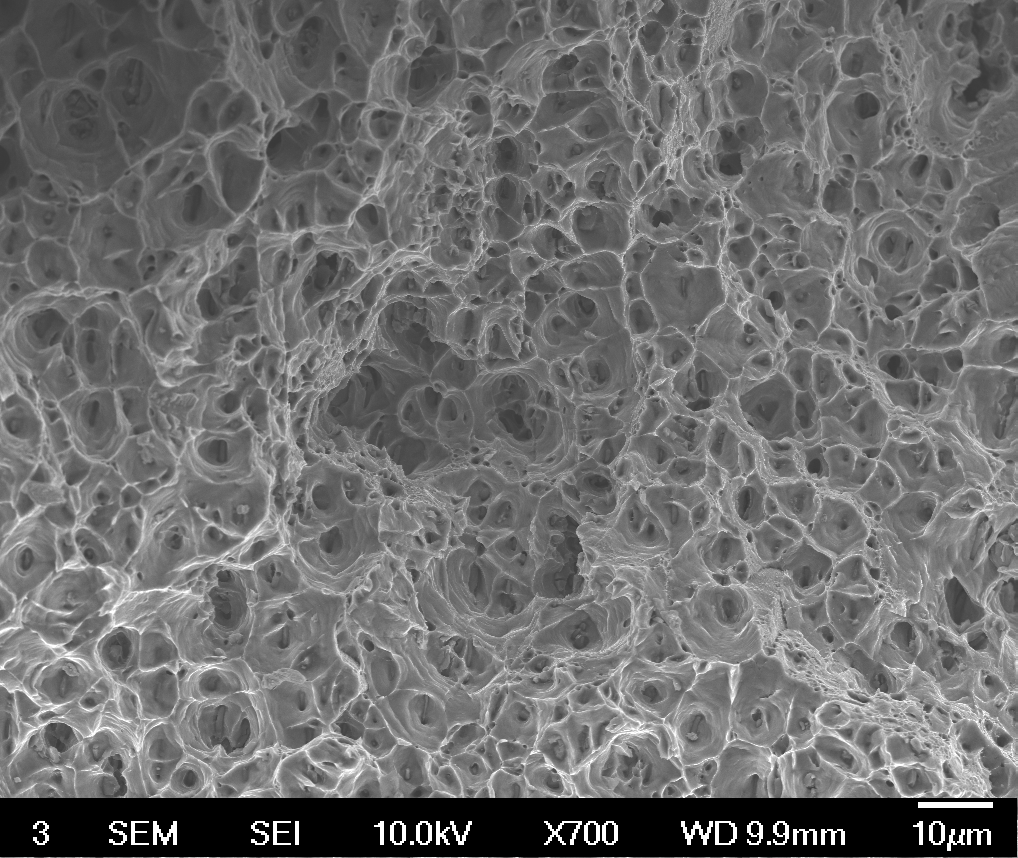
Duktil brottyta av 6061-T6 aluminium

Eftersom duktilt brott föregås av en hög grad av plastisk deformation, förändras brottbeteendet hos en fortplantningsspricka enligt modellen ovan fundamentalt. En del av energin från spänningskoncentrationer vid sprickspetsarna försvinner genom plastisk deformation före sprickan när den fortplantar sig.
De grundläggande stegen vid duktil fraktur är bildning av mikrohålrum, sammansmältning av mikrohålrum (även känd som sprickbildning), sprickutbredning och brott, vilket ofta resulterar i en skål- och konformad brottyta. Mikrohålrummen bildas vid olika interna diskontinuiteter, såsom fällningar, sekundära faser, inneslutningar och korngränser i materialet. När den lokala stressen ökar växer mikrohålrummen, smälter samman och bildar så småningom en kontinuerlig brottyta. Duktil fraktur är typiskt transgranulär och deformation på grund av dislokationsglidning kan orsaka skjuvläppen som är karakteristisk för kopp- och konfraktur.
Koalescensen av mikrohålrum resulterar i ett fördjupat utseende på brottytan. Grovformen påverkas starkt av typen av belastning. Brott under lokal enaxlig dragbelastning resulterar vanligtvis i bildning av likaxliga fördjupningar. Brott som orsakas av skjuvning kommer att producera långsträckta eller paraboliska fördjupningar som pekar i motsatta riktningar på de matchande brottytorna. Slutligen ger dragrivning långsträckta gropar som pekar i samma riktning på matchande brottytor.

## Karakteristik
Sättet på vilket en spricka fortplantar sig genom ett material ger insikt i brottssättet. Vid duktil fraktur rör sig en spricka långsamt och åtföljs av en stor mängd plastisk deformation runt sprickspetsen. En formbar spricka kommer vanligtvis inte att fortplanta sig om inte en ökad spänning appliceras och i allmänhet upphör att fortplanta sig när belastningen avlägsnas. I ett duktilt material kan en spricka utvecklas till en del av materialet där spänningarna är något lägre och stannar på grund av den trubbiga effekten av plastiska deformationer vid sprickspetsen. Å andra sidan, med sprödbrott sprider sig sprickor mycket snabbt med liten eller ingen plastisk deformation. Sprickorna som fortplantar sig i ett sprött material kommer att fortsätta växa när de väl har initierats.
Sprickutbredning kategoriseras också av sprickegenskaperna på mikroskopisk nivå. En spricka som passerar genom kornen i materialet genomgår transgranulär fraktur. En spricka som fortplantar sig längs korngränserna kallas en intergranulär spricka. Vanligtvis är bindningarna mellan materialkorn starkare vid rumstemperatur än själva materialet, så det är mer sannolikt att transgranulär fraktur uppstår. När temperaturen ökar tillräckligt för att försvaga kornbindningarna, är intergranulär fraktur det vanligaste brottläget.

## Testning
Fraktur i material studeras och kvantifieras på flera sätt. Brott bestäms till stor del av brottsegheten ({\textstyle \mathrm {K} _{\mathrm {c} }} ), så brottestning görs ofta för att fastställa detta. De två mest använda teknikerna för att bestämma brottseghet är trepunktsböjtestet och kompaktspänningstestet.
Genom att utföra de kompakta spännings- och trepunktsböjtesterna kan man bestämma brottsegheten genom följande ekvation:
{\displaystyle \mathrm {K_{c}} =\sigma _{\mathrm {F} }{\sqrt {\pi \mathrm {c} }}\mathrm {f\ (c/a)} }
där:
{\displaystyle \mathrm {f\ (c/a)} } är en empiriskt härledd ekvation för att bestämma testprovets geometri
{\displaystyle \sigma _{\mathrm {F} }} är brottspänningen, och
{\displaystyle \mathrm {c} } är spricklängden.
För att exakt uppnå {\textstyle \mathrm {K} _{\mathrm {c} }}, måste värdet av {\textstyle \mathrm {c} } mätas exakt. Detta görs genom att ta provbiten med dess tillverkade längdskåra {\textstyle \mathrm {c\prime } } och skärpa denna skåra för att bättre efterlikna en sprickspets som finns i verkliga material. Cyklisk förspänning av provet kan sedan inducera en utmattningsspricka som förlänger sprickan från den tillverkade skårans längd av {\textstyle \mathrm {c\prime } } tills {\textstyle \mathrm {c} }. Detta värde {\textstyle \mathrm {c} } används i ovanstående ekvationer för att bestämma {\textstyle \mathrm {K} _{\mathrm {c} }}.
Efter detta test kan provet sedan omorienteras så att ytterligare belastning med en last (F) kommer att förlänga denna spricka och sålunda skapa en kurva för belastning kontra provavböjning. Med denna kurva kan lutningen för den linjära delen, som är den motsatta av materialets eftergivlighet, erhållas. Detta används sedan för att härleda f(c/a) enligt definitionen ovan i ekvationen. Med kunskap om alla dessa variabler, kan {\textstyle \mathrm {K} _{\mathrm {c} }} sedan beräknas.

## Keramik och oorganiska glas
Keramik och oorganiska glas har sprickegenskaper som skiljer sig från metalliska material. Keramik har hög hållfasthet och presterar bra i höga temperaturer på grund av att materialets styrka är oberoende av temperatur. Keramik har låg seghet, bestämd genom testning under en dragbelastning. Ofta har keramik {\textstyle \mathrm {K} _{\mathrm {c} }}-värden som är ca 5 procent av det som gäller för metaller. Emellertid, som påvisats av Faber och Evans, kan brottseghet förutsägas och förbättras med sprickavböjning runt andrafaspartiklar. Keramik belastas vanligtvis i kompression i dagligt bruk, så tryckhållfastheten kallas ofta för styrkan. Denna styrka kan ofta överstiga den hos de flesta metaller. Keramik är dock spröd och därför kretsar det mesta arbetet kring att förhindra spröda frakturer. På grund av hur keramer tillverkas och bearbetas, finns det ofta redan existerande defekter i materialet som introducerar en hög grad av variabilitet i Mode I-sprödbrottet. Det finns alltså en probabilistisk natur att ta hänsyn till vid design av keramik. Weibullfördelningen förutsäger överlevnadssannolikheten för en andel av prover med en viss volym som överlever en dragspänningssigma, och används ofta för att bättre bedöma framgången för en keramik med att undvika brott.